# Suseni (gmina Suseni)
Suseni – wieś w Rumunii, w okręgu Ardżesz, w gminie Suseni. W 2011 roku liczyła 541 mieszkańców.